# Egri csillagok
Az Egri csillagok Gárdonyi Géza 1899-től előbb folyóirat-folytatásokban megjelent, majd 1901-ben könyvben is kiadott regénye, az egyik legismertebb magyar történelmi regény, amelynek története a valóságos 1552. évi egri ostrom előzményeinek és eseményeinek történetét dolgozza fel érdekfeszítően cselekményes regény formájában. Cselekménye 1533-ban indul, és az 1552-es hatalmas túlerővel szemben diadalt aratott egri hősök győzelmével zárul. Az író maga e művét legjobb alkotásának tartotta. A regény 2005-ben, „A Nagy Könyv” elnevezésű országos felmérés eredményeként, melynek célja Magyarország legnépszerűbb regényének megválasztása volt, a Magyarország legkedveltebb regénye 2005 címet nyerte el.
A regény alapján készült 1968-as film a magyar filmgyártás harmadik legnézettebb alkotása: a bemutatását követően 9,36 millióan látták.

## Keletkezése

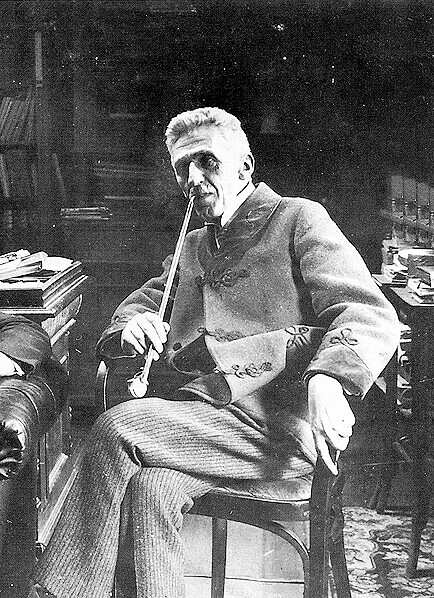
Gárdonyi Géza

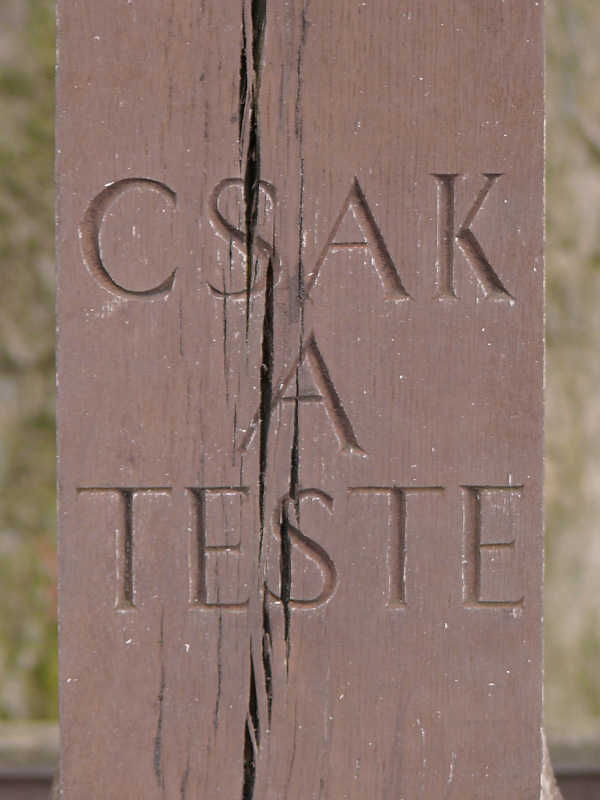
Az író sírjának gerendakeresztjére végakarata szerint ezeket a szavakat vésték: „Csak a teste!”

A mű születése Gárdonyi egri alkotóéveihez kötődik, 1901-ben jelent meg könyvalakban. Ez volt egyúttal az író első nagyregénye is. Előzménye Gárdonyi munkásságában nem lelhető fel, hiszen az író csupán a millennium után kezdett érdeklődni a magyar történelem eseményei iránt.

## Műfaja
- Történelmi regény (szerelmi szálakkal): A múlt felé forduló művet a romantikus, fordulatos cselekményszövés jellemzi. A hősi és dicső győzelem kerül a történet középpontjába. Főhőse a sok kalandot átélő Gergely diák. A hősi, romantikus regényműfajban Jókai Mór és Rákosi Viktor A korhadt fakeresztek című írása mellett a harmadik legjelentősebbnek tartott alkotás.[2] Az író néhol a sejtetés, a homályos utalások eszközével él:

A cigányasszony odaült a tűzhöz, összekotorta a parazsat, és fekete, apró magvakat szórt reá… – A kezét… – mondotta néhány perc múlva a cigányasszony Dobónak. Dobó odanyújtotta. A cigányasszony fölemelte az arcát az égnek. A szeme fehérével nézett fölfelé. És remegő ajkakkal beszélt:
– Vörös és fekete madarakat látok… Szállanak egymás után… Tíz… tizenöt… tizenhét… tizennyolc…
– Ezek az éveim – mondotta Dobó.
– A tizennyolcadik madárral egy angyal repül. Leszáll hozzád, és veled marad. Kendőt rak a homlokodra. A neve Sára.
– Eszerint Sára lesz a feleségem. No, szép vénlegény leszek, mikorra megtalálom Sárát!
– A tizenkilencedik madár vörös. Sötét, villámos felhőt hoz magával. A földön három nagy oszlop eldőlt.
– Buda? Temesvár? Fehérvár? – kérdezi Dobó tűnődve.
– A negyedik is lángol már, te fenntartod azt, noha kezedre, fejedre záporként hull a tűz.
– Szolnok? Eger?
– A huszadik madár aranyszínű. A nap sugaraiba van öltözködve. A fején korona. A korona egy gyémántja az öledbe hull.
– Ez jót jelent.
– Aztán megint vörös és fekete madarak szállanak egymás után. De sötétség következik… Nem látok többé semmit… Lánccsörgést hallok… A te sóhajtásodat… Összerázkódott, és elbocsátotta Dobónak a kezét.
– Eszerint börtönben halok meg – szólt Dobó összeborzongva.
- Ifjúsági regény: Az Egri csillagok azonban történelmi olvasmányként tanító-nevelő célzatú alkotás, amely az ifjabb korosztály számára is betekintést nyújt egy izgalmas történelmi korszakba.

## Forrása
Gárdonyi Géza forrásai közt említhető Tinódi Lantos Sebestyén Egervár viadaljáról (1553) írt éneke s az ebből készült Eger summája (1553). A lantos maga is felbukkan a műben, a 2. rész 9. fejezetében Mohács vesztét idézi meg.

„Valami különös volt az éneklése. Inkább elbeszélés volt az éneke, mint dalolás. Néha végigénekelt egy sort, a másikat csak szóval mondta el, a kobozra hagyva a dallamot. Néha csak az utolsó sor végét fogta énekhangra. A szeme az éneklés alatt maga elé merült, s olybá tűnt fel az előadása, mintha csak magát tudná a teremben, s magának énekelne. De az ő együgyű versei, mint Gábor pap egyszer megjegyezte, ha olvasva darabosak és minden művészet nélkül valók is, az ő ajkán szívet indítóan szépen hangzottak. A szavaknak más értelme kelt az ő ajkán. Ha ő azt mondta: gyász, akkor elsötétült minden a hallgatók szeme előtt. Ha azt mondta: harc, látták az öldöklő dulakodást. Ha azt mondta: Isten, a fején érezte mindenki az Isten fényességét.”

– részlet a regényből

## Témája

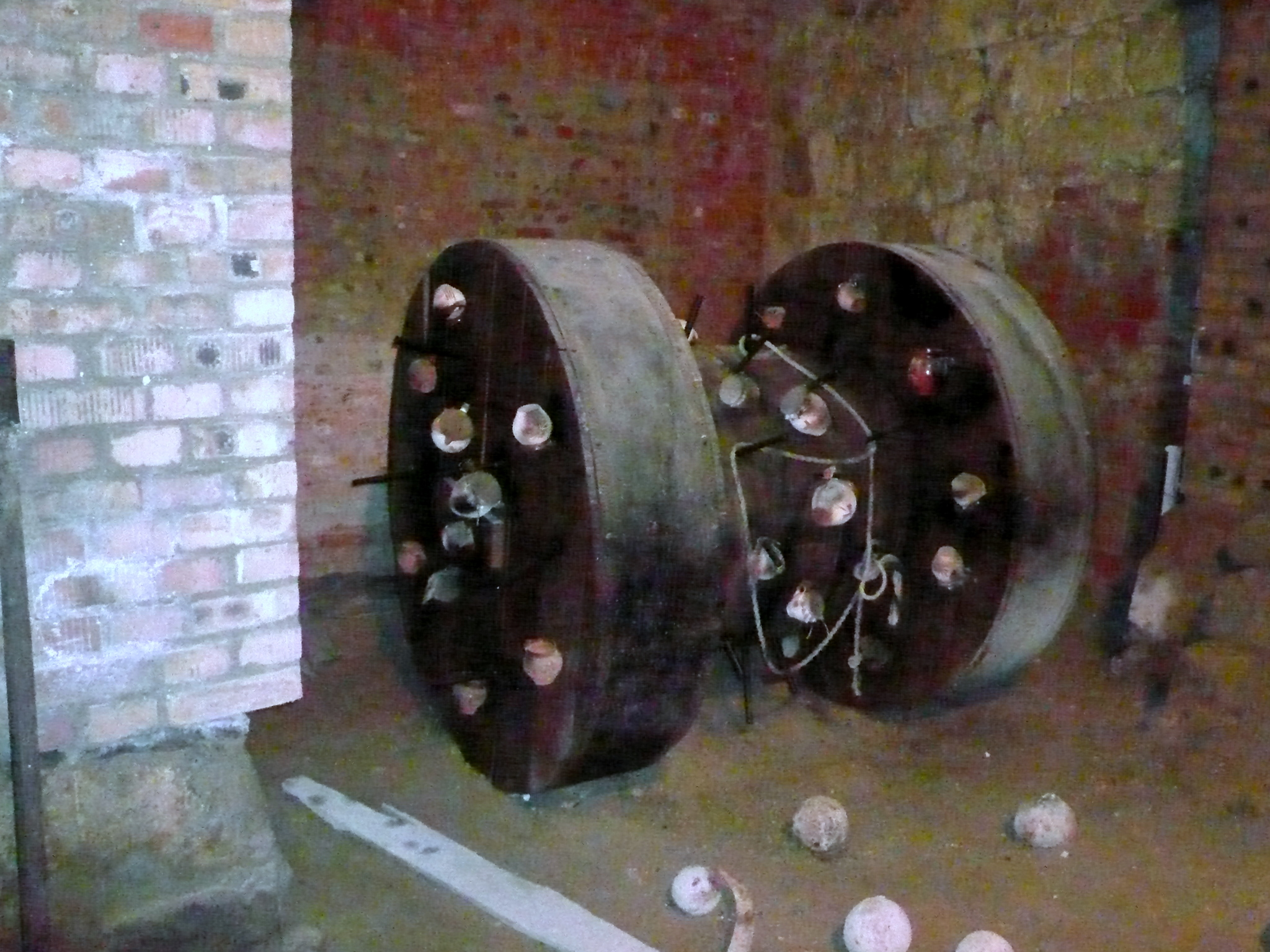
A „tűzkerék” rekonstruált példánya

A mű tárgya a történelmi eseményekhez kötődik, Buda 1541-es elfoglalása és a török 1552. évi hadjáratának kiemelkedő fontosságú eseménye, az egri vár 1552-es ostroma szolgál fő témájául.
A mű lapjain kibontakozik a három részre szakadt Magyarország állapota: a mohácsi csata után a törökök 1541-ben csellel elfoglalják Budát, az ország középső része török hódoltság alatt áll. A törökök hatalmuk megerősítését és területük kiterjesztését megcélozva 1552 nyarán újabb hadjáratot indítanak a még el nem foglalt magyar területek ellen, majd több nagyobb végvár bevétele után három seregük Szolnok alatt egyesült erővel indul annak végvára ellen.
A szolnoki vár bevételét követően az óriási haderő Eger vára alá vonul, amely Dobó István várkapitány vezetésével, alig kétezres, maroknyi csapattal küzd meg az egyesült török sereg ellen. A szeptember 11-étől többször megrohamozott, ostrom alá vett védősereg keményen helytáll a támadásoknak, így a törökök súlyos emberveszteségeket szenvednek. Az egyre hidegebb, a támadók számára barátságtalanabb időjárás, a járványok és a heves ellenállás egyaránt hozzájárulnak a magyar sikerekhez, s végül a török október 17–18-án (38 ostromnap után) – feladva a további hadakozást – eltakarodik a vár alól.
Az iszlám hódítás veszélye miatt az egri diadalnak óriási fontosságot tulajdonított a korabeli európai közvélemény. A 16. században ez volt az első alkalom, hogy sikeresen megvédtek egy olyan magyar végvárat, amely kiemelkedő stratégiai fontosságú helyen állt, Észak-Magyarország védőbástyája volt, és védte a hadi utat, amely a Királyi Magyarországot és Erdélyt kötötte össze. Az 1560-as évek végére lényegében Egernél meg is merevedett az a határvonal, amely a keresztény Európát elválasztotta az muszlim Oszmán Birodalomtól, amely azután – kisebb változásokkal – megmaradt egészen a török kiűzéséig. Ezzel lezárult a török–magyar várháborúk „klasszikus korszaka”.

## Cselekménye
A történet a török hódoltság idején játszódik, a 16. században. A cselekmény a két főszereplő, Bornemissza Gergely és Cecey Éva történetét követi gyerekkoruktól az egri várvédők győzelméig. A szerző a művet öt fejezetre osztotta.
Első rész: Hol terem a magyar vitéz?
1533-ban a hétéves Bornemissza Gergő és az ötéves Cecey Vicuska fürdenek a Mecsek alján csordogáló kis patakban. Az öreg Szürkét legeltetik, de előbukkan Jumurdzsák török janicsár (később dervis, majd bég), aki elrabolja a lovat, és vele elcsalja a gyerekeket is. Egy rabszállító szekéren viszik őket egy erdőn keresztül, ahol megáll a csapat éjszakára. Onnan éjszaka Gergőék megszöknek a Szürkével, s vele akaratlanul Jumurdzsák hozzákötött lovát is elviszik, nyeregében a török kincseivel. Visszatérnek Vicuskáék házához az elkötött ló nyeregkápájába rejtett sok aranypénzzel, ahol megdicsérik őket. A török csapat megostromolja Keresztesfalvát, ahol Cecey Péter, Vicuska apja a földesúr, de visszaverik őket. Jumurdzsák életét Gábor pap megkíméli, de elveszi tőle az amulettjét. Mivel anyját a kincs elásása közben a törökök megölik, Gergő – előbb Dobó Istvánhoz, majd Gábor paphoz kerül. A fiút a pap hazaviszi a falujába – Kishidára –, amit szinte teljesen elpusztítottak a pogányok. Gergő később Szigetvárra kerül enyingi Török Bálinthoz.
Második rész: Oda Buda!
Gergely egy levélben megkapja Gábor paptól Jumurdzsák amulettgyűrűjét. 1541-ben a török Buda felé indul. Gábor pap útközben fel akarja robbantani a török szultánt, ám helyette a nagy pompával utazó janicsár agát röpíti a levegőbe, s maga is sebesülten újból fogságba esik, majd a török táborban meghal. Gergely is fogoly lesz Tulipánnal, az elmagyarosodott törökkel együtt, de Hajván tevepásztor segítségével megszökik, akinek fényes karriert jósol. Éva udvarhölgy az özvegy királyné udvarában. Buda csellel török kézre kerül, és Török Bálint fogságba esik.
Harmadik rész: A rab oroszlán
Mekcsey István felkeresi Gergelyt, elmondja, hogy Évát Izabella királyné máshoz akarja feleségül adni. Gergely az utolsó pillanatban megszökteti szerelmét az erdélyi Gyaluról. Gergely, Éva, Török Jancsi és Mekcsey – Matyi szolgával – elindulnak Sztambulba, hogy kiszabadítsák Török Bálintot. Jumurdzsák végig a nyomukban van. A rab nagyúr szöktetése nem sikerül, Gergelyéknek menekülniük kell. Szárazföldi úton – talján énekesnek álcázva magukat – térnek vissza Magyarországra Veli bég seregével.
Negyedik rész: Eger veszedelme
Jumurdzsák elrabolja Éva és Gergely hatéves fiát, mert vissza akarja szerezni az amulettjét. Gergely királyi főhadnagy közben már elindult Eger felé, Dobó István segítségére. Az ostrom kezdete után kiderül a gyermek elrablása. Gergely egy éjszakai támadást szervez, és rátalál a kémjükre, aki fontos információkat közöl velük.
Ötödik rész: Holdfogyatkozás
Éva Szarvaskőre siet, be akar jutni egy alagúton át az ostromlott egri várba. Hegedűs hadnagy árulást tervez, de amikor a törököket bevezeti a várba, elfogják, később árulásért fölakasztják. Éva bejut a várba, de eltitkolják férje elől ottlétét. A döntő ostrom előtt a várban mindenki felkészült a halálra. A katonák, az egri nők hősiessége, Gergely fortélyos haditechnikái azonban megtörik a törökök harci kedvét. Évának egy török asszony elhozza a fiát saját gyermekéért cserébe, aki az egyik kirohanás alkalmával szerzett zsákmánnyal került a várba. A török sereg elpárolog Eger alól.  

## Írói módszer
A szerző önállóbban készült fel regénye megírására, mint a régebbiekre. Utánanézett a kor történetének, kutatásokat végzett a témakörben, foglalkoztatta a keleti, pontosabban a török kultúra, sőt elutazott Isztambulba is a helyszín felméréséhez, hogy azt az ünnepséget megnézze, amelyet leírt művében. A mű megírása előtt rengeteg jegyzetet készített. Az alkotás végén található egy a védelem mennyiségi jellemzőit, valamint az előforduló török szavak magyarázatát tartalmazó lista.

## A várvédők esküje

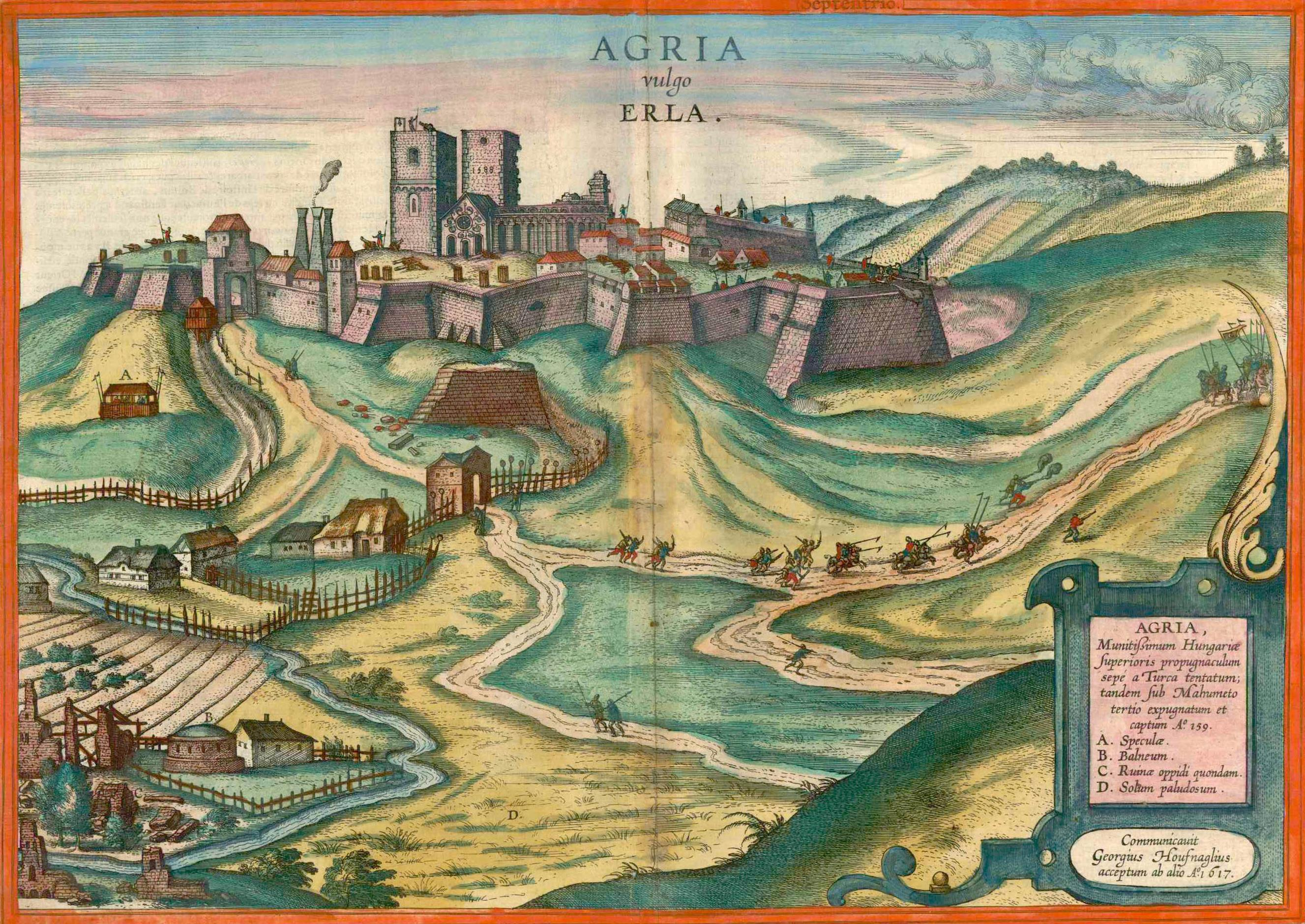
Eger vára a 16. században

„– Esküszöm az egy élő Istenre, hogy véremet és életemet a hazáért és a királyért, az egri vár védelmére szentelem. Sem erő, sem fortély meg nem félemlít. Sem pénz, sem ígéret meg nem tántorít. A vár feladásáról sem szót nem ejtek, sem szót nem hallgatok. Magamat élve sem a váron belül, sem a váron kívül meg nem adom. A vár védelmében elejétől végéig alávetem akaratomat a nálamnál feljebb való parancsának. Isten engem úgy segéljen!”

– Gárdonyi Géza: Egri csillagok Móra Ferenc Könyvkiadó – Kárpáti Kiadó, Budapest – Uzsgorod, 1980 (304 oldal)

## Szereplők
A műben valóságos történelmi alakok életútjának egy részét követhetjük nyomon. Valós szereplői romantikus, eszményi hősökké magasztosulnak. Magatartásukból, személyiségükből a példamutató tetteket emeli ki az író, míg negatív történelmi szerepükről nem tesz említést. A regény végén helyet kapott egy lista a várvédő egri hősök névsorával, akik közül Gárdonyi sokat bevett a történetbe. Ugyancsak a kor ismert személyiségei jelennek meg a királyné udvarának leírásában is (például Zrínyi Miklós, Tinódi Lantos Sebestyén, Szapolyai János, vagy a királyné).
Valós főszereplők:

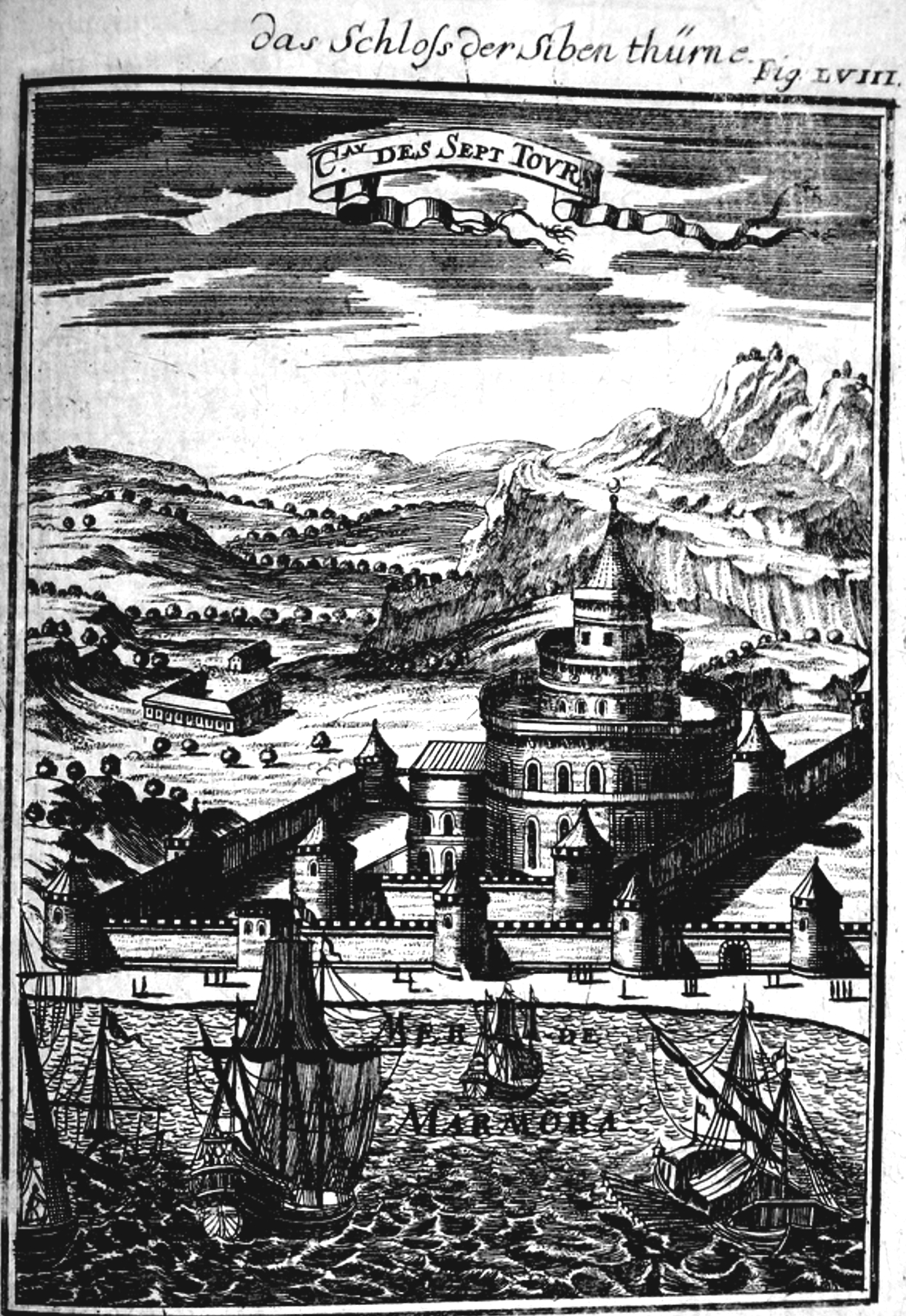
A Héttorony erőd korabeli képe

- Bornemissza Gergely (1526 – 1555. január után) királyi hadnagy, végvári vitéz, egri kapitány. Egy pécsi kovácsmester fia volt. 1552-ben hadnagyként küldték a királyi csapatok élén Egerbe. Már Tinódi utal tűzszerészi, haditechnikai fortélyaira. 1553-ban Eger várának kapitányává nevezték ki. 1553. október 17-én a törökök elfogták és Isztambulba vitték. „Felesége 1555. januárban levélben kérte Nádasdy Tamás nádort, járjon közbe szabadulása érdekében” – a Magyar életrajzi lexikon szerint. Az egri ostrom után a regényben sorsa befejeződik, ez a mű csúcspontja, a főhős diadala.
- Cecey Éva: Fiktív személy, regényalak. Bornemissza Gergely gyermekkori társa, később a felesége. Bornemisszának egyébként a valóságban két felesége is volt, Fügedi Erzsébet és Sygher Dorottya, „az Én szerelmes feleségem, Dorkó asszon”, ahogyan egyik levelében írta. Cecey Éva viszont az írói fantázia szülötte. Beszélő utcanevek Egerben – Cecey Éva életrajza Archiválva 2011. augusztus 5-i dátummal a Wayback Machine-ben
- Enyingi Török Bálint (1502 – Isztambul, 1551) magyar főnemes. 1521-től nándorfehérvári bán, 1526-ban részt vett a mohácsi csatában mint II. Lajos testőre. 1527-ben állt I. Ferdinánd oldalára, s ezért nagy birtokokat kapott. 1540-ben Izabellával, Fráter Györggyel és Petrovics Péterrel együtt osztoztak a („kis királyka”) János Zsigmond gyámságának jogán. Amikor ugyanebben az évben Izabella királynét I. Szulejmán szultán Pest melletti táborába kísérte, a törökök elfogták, és az isztambuli Héttorony foglya lett haláláig. A regényben az 1530-as években bukkan fel, a mohácsi csata leírása és Török Bálint erőszakos birtokszerzései a műből kimaradnak, eszményített törökverő hőssé válik, a valóságban a kor tipikus főura volt, 1521 előtt, még gyermekként Nándorfehérvár 'vicebánja' volt.
- Dobó István (1500 körül – Szerednye, 1572) felvidéki nagybirtokos főnemes. 1549-től volt Eger várának kapitánya. 1552. szeptember 11–október 18. között Achmed nagyvezír és Ali budai pasa seregeivel szemben megvédte a várat, mely kulcsfontosságú szerepet töltött be akkor Felső-Magyarországon. A történetben már az első fejezetben felbukkan. További sorsa azonban nem szerepel a műben, miszerint jutalmul Déva és Szamosújvár területét kapta meg Ferdinándtól, majd 1553-ban Erdély vajdájává nevezték ki. Utána több vád is érte az udvar részéről: 1569. december 12-én Miksa magyar király Balassi Bálint apjával, Balassa Jánossal együtt fogatta el, majd utóbb szabadon engedte.
- Mekcsey István (? – Sajóvárkony, 1553) birtokos nemes, 1551–52-ben az egri vár várnagya, vicekapitánya volt. Az egri győzelem után lemondott rangjáról, de 1553. március végéig ő lett a vár gondnoka. „Katonái és a lakosság közti csetepatéban lelte halálát” – ez azonban a regényben már nem szerepel.

További szereplők:

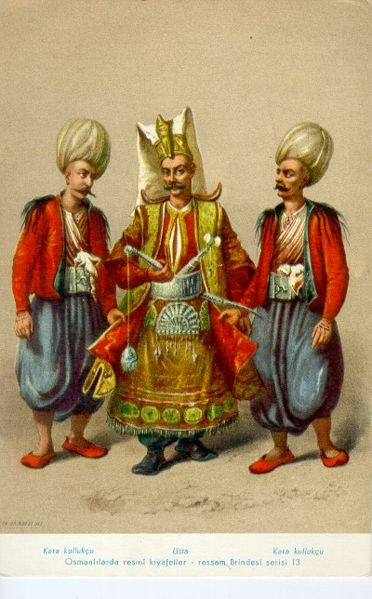
Janicsár tisztek

Jumurdzsák, Cecey Péter úr, Bálint pap, Somogyi Gábor pap, I. Szulejmán szultán, Tulipán, Werbőczy István, Izabella királyné, Török Feri, Török Jancsi, Tinódi Lantos Sebestyén, Paksy Jób, Ali aga, Gergely édesanyja, Vica édesanyja, Maylád István, Komlósi Antal, Bolyky Tamás, Sárközi, Móré László, Veli bég, Matyi (kocsis), Hajván (Manda bég), Zrínyi Miklós, Zoltay István, Fráter György, Margit, Kocsis Gáspár, Fügedy, Török László, Mohamed, Szelim, Soncy Szaniszló, Fürjes Ádám, Varsányi Imre, Balogh Balázs apród, Tarjáni Kristóf apród, Hegedűs István hadnagy.
Nemcsak személyek, de tárgyak is fontos, állandóan visszatérő szerepet játszanak a műben, például Jumurdzsák amulettje, a gyűrű.

„Ahogy megmozdult, megérezte, hogy valami kicsúszott a zsebéből. Fölvette és megbámulta. Aztán, hogy rátapintott, eszébe jutott, hogy a török talizmánja az. A kis selyemzacskóban valami keménykedett. Fölhasította a kardjával, hát egy gyűrű fordult ki belőle. A gyűrű köve szokatlanul nagy, négyszögletes fekete kő, vagy sötét gránát vagy obszidián, nem lehetett megismerni a holdvilágnál. De azt tisztán lehetett látni, hogy valami halványsárga kőből hold van rajta meg körülötte öt apró gyémántcsillag.”

– részlet a regényből

## Kiadások
Korai kiadásai nyelvileg némileg gazdagabbak, s kicsit másfajta szöveget tartalmaznak, mint a későbbiek, a maiak. Ilyen szövegváltozat pl. a MEK-ben – ahol több kiadás és szöveg is feldolgozásra került párhuzamosan – az 1938-as (13.) Dante-kiadás szövege. 2022 őszére ígérték a szövegvariánsok együttes kiadását, Marton János könyvtáros összeállította és publikálta 2016-ban a szövegeltérések és variánsok listáját is. A regényt idegen nyelvekre is lefordították (a német kiadás címe Sterne von Eger,
 illetve Tödlicher Halbmond, az angolé Eclipse of the Crescent Moon). Létezik továbbá bolgár, cseh, eszperantó, észt, finn, holland, horvát, lengyel, litván, orosz, örmény, román, szlovák, szlovén, ukrán, vietnámi valamint kínai fordítása is. Rovásos kiadása 2009-ben jelent meg. 2013-ban, Gárdonyi születésének 150. évfordulója alkalmából török nyelvre és olaszra is lefordították. (Az idegen nyelvű címek jegyzéke Wikidata-oldalán.)

## Utóélete
„Ez a mű az első olyan írói vállalkozások egyike, amely nem a regényeset akarja megmutatni a múltban, hanem a valóságosat” – írta róla Szathmáry Éva szerző.
„Legterjedelmesebb, egyes részleteiben kitűnő, de egyúttal legaránytalanabbul szerkesztett regénye” – Szilágyi V. Ferenc szerző véleménye szerint.
- 1923-ban Fejős Pál elkészítette első filmváltozatát, az utolsó magyar némafilmet.
- 1959-ben Korcsmáros Pál rajzaival képregényadaptációja készült.
- 1968-ban kétrészes film készült a könyvből, Várkonyi Zoltán rendezésében.
- 1983-ban, a Magyar Televízió egy 50 perces dokumentumfilmet készített A láthatatlan ember - Gárdonyi Géza címmel, melyben pár perces részleteket mutattak be a regényből.
- 1994-ben megjelent Hernádi Gyula: Egri csillagok háborúja című regénye, az Egri csillagok folytatásaként.[15]
- 1996-ban Várkonyi Mátyás és Béres Attila történelmi musicalt írt a könyvből.
- A 2005-ös A Nagy Könyv-játékban ez a regény lett a magyar olvasók kedvence [16]
- 2006-ban számítógépes kalandjáték készült Jumurdzsák gyűrűje címmel, amely a jelenkori Egerben játszódik, de története kapcsolódik a regényhez is.

Az 1968-ban készült kétrészes film kópiáját 2018-ban, a Magyar Nemzeti Filmalap Filmarchívum Igazgatóságának digitális restaurálási programjában 4K felbontásban felújították.

## Képgaléria

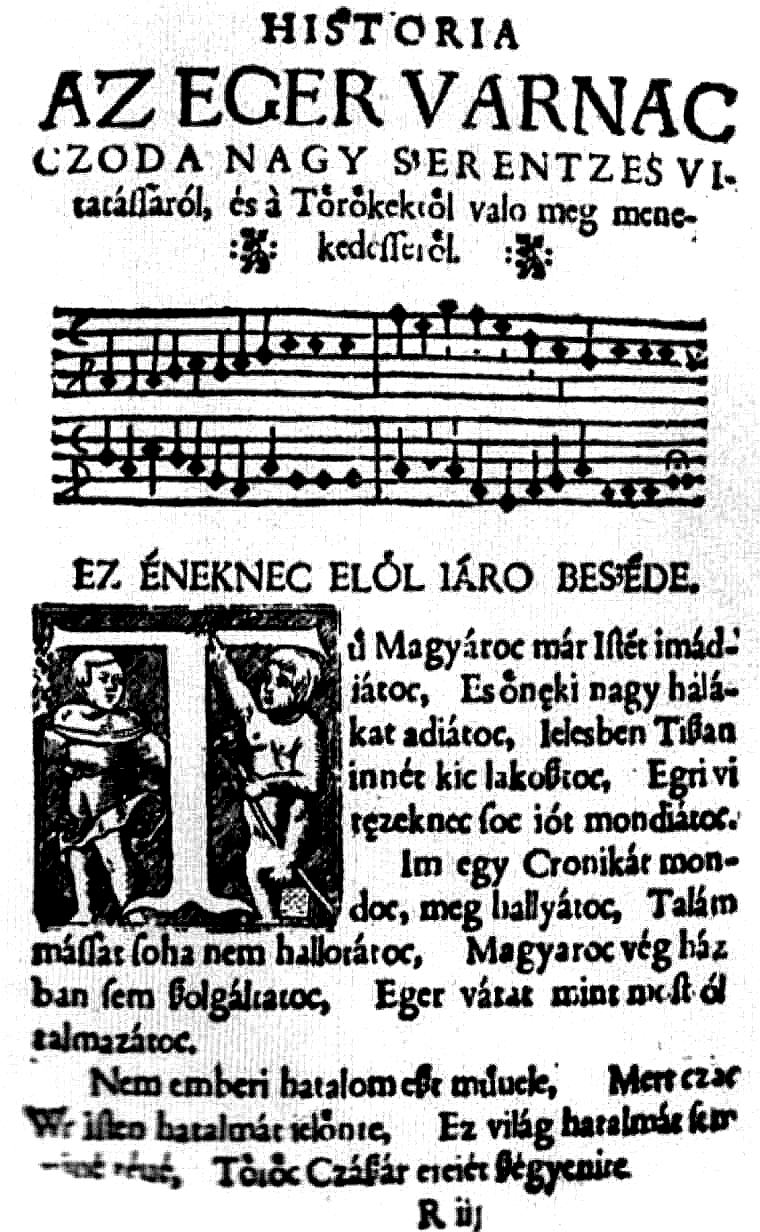
Tinódi: Eger vár viadaljáról való ének a Cronica lapjain
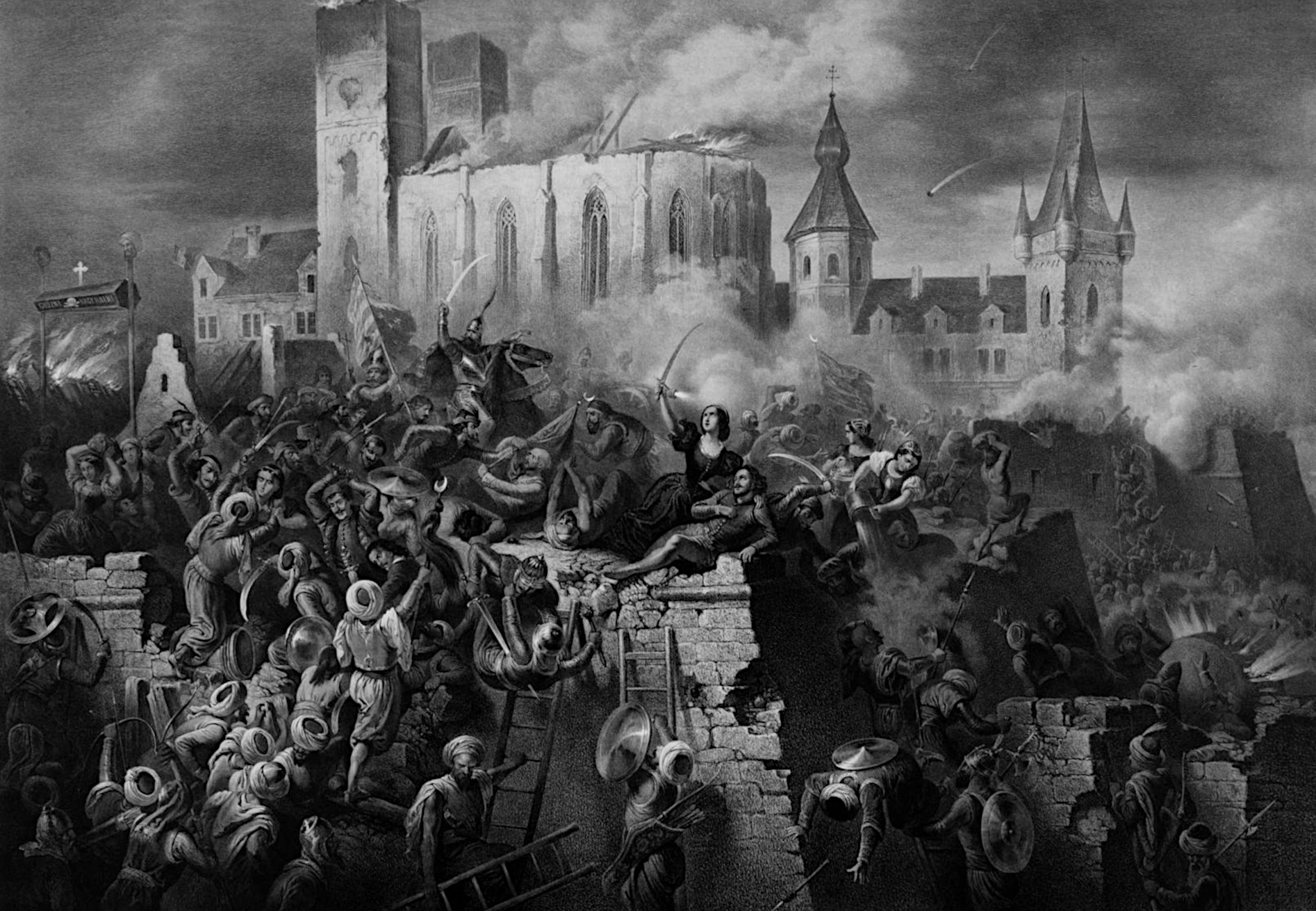
Vízkelety Béla: Eger ostroma
Eger vára a 17. században
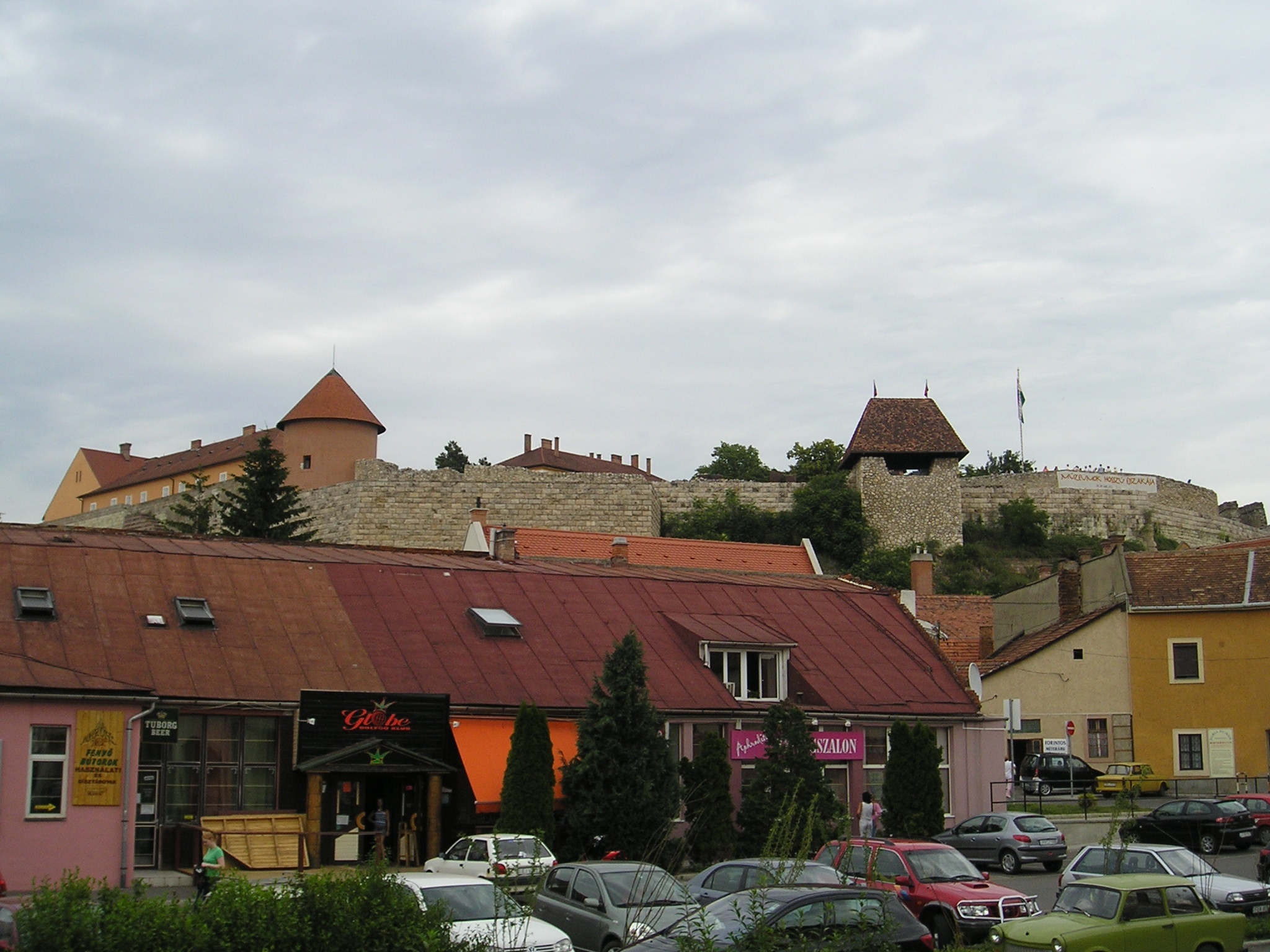
Eger vára ma
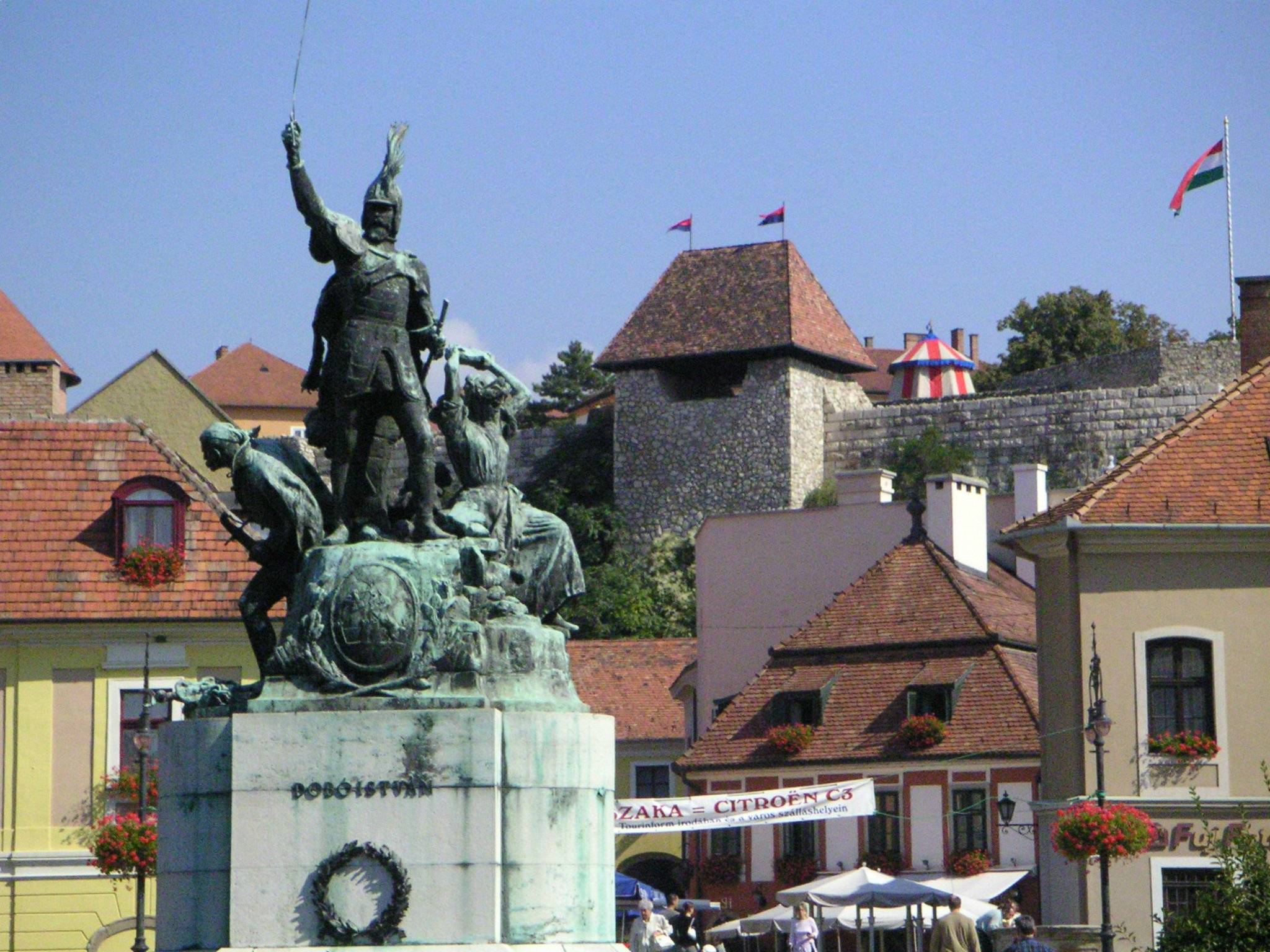
Dobó István szobra Egerben. Strobl Alajos alkotása (1907)

Gárdonyi számtalan kiadást megért regénye az utókor szöveggondozási pontatlanságai és olykor szándékos szövegrontások miatt nem mindig az író szándéka szerinti formában került az olvasók kezébe.